# Groupe de NGC 4697
Le groupe de NGC 4697 comprend au moins 19 galaxies situées dans la constellation de la Vierge. La distance moyenne entre ce groupe et la Voie lactée est d'environ 19,3 Mpc (∼62,9 millions d'al). 

## Distance du groupe de NGC 4697
Toutes les galaxies du groupe de NGC 4697, à l'exception de deux (UGCA 310 et MCG -1-33-82) présentent des distances de Hubble qui sont supérieures aux distances obtenues par des méthodes indépendantes du décalage vers le rouge. La distance de Hubble moyenne des galaxies est égale à 25,3 ± 2,5 Mpc (∼82,5 millions d'al) et celle des 15 galaxies qui ont trois mesures indépendantes et plus est de 17,4 ± 4,1 Mpc (∼56,8 millions d'al). Selon ces deux valeurs, ce groupe se dirige vers le centre de l'amas de la Vierge en direction opposée de la Voie lactée.

## Membres
Le tableau ci-dessous liste les 19 galaxies du groupe indiquées dans l'article de A.M. Garcia paru en 1993.
| Nom          | Class.       | Type                               | α (J2000.0)   | δ (J2000.0)  | Vitesse radiale (km/s) | m             | Distance (Mpc) | Diamètre (kal) | D (Mpc)     |
| ------------ | ------------ | ---------------------------------- | ------------- | ------------ | ---------------------- | ------------- | -------------- | -------------- | ----------- |
| NGC 4697     | E6           | Elliptique                         | 12h 48m 35.9s | -05° 48′ 03″ | 1241 ± 2               | 9,2           | 23,3 ± 1,7     | 81             | 12,2 ± 4,0  |
| NGC 4731     | SA(s)bc      | Spirale                            | 12h 51m 01.1s | -06° 23′ 35″ | 1491 ± 1               | 11,5          | 27,0 ± 1,9     | 79             | 12,6 ± 5,4  |
| NGC 4775     | SA(s)d       | Spirale                            | 12h 53m 45.7s | -06° 37′ 20″ | 1566 ± 1               | 11,1          | 28,1 ± 2,0     | 34             | 16,3 ± 7,3  |
| NGC 4941     | (R)SAB(r)ab? | Spirale intermédiaire              | 13h 04m 13.1s | -05° 33′ 06″ | 1114 ± 4               | 11,1          | 21,3 ± 1,5     | 47             | 14,2 ± 6,8  |
| NGC 4948     | SB(s)dm?     | Spirale barrée magellanique        | 13h 04m 55.9s | -07° 56′ 52″ | 1123 ± 6               | 13,2          | 21,4 ± 1,5     | 26             | 13,3 ± 5,3  |
| NGC 4951     | SAB(rs)cd?   | Spirale intermédiaire              | 13h 05m 07.7s | -06° 29′ 38″ | 1177 ± 1               | 11,9          | 22,2 ± 1,6     | 52             | 16,0 ± 3,0  |
| NGC 4958     | SB0(r)?      | Lenticulaire                       | 13h 05m 48.9s | -08° 01′ 13″ | 1455 ± 9               | 10,7          | 26,3 ± 1,9     | 46             | 13,2 ± 7,2  |
| IC 3908      | SB(s)d?      | Spirale barrée                     | 12h 56m 40.6s | -07° 33′ 46″ | 1296 ± 4               | 13,8          | 24,0 ± 1,7     | 39             | 21,8 ± 2,4  |
| NGC 4948A    | SB(s)dm      | Spirale barrée magellanique        | 13h 05m 05.8s | -08° 09′ 41″ | 1541 ± 7               | 13,5          | 27,6 ± 2,0     | 26             | 17,9 ± 7,4  |
| MCG -1-33-1  | SAB(rs)dm    | Spirale intermédiaire magellanique | 12h 44m 03.5s | -05° 40′ 34″ | 1430 ± 1               | 12,11         | 26,1 ± 1,9     | 78             | 25,4 ± ?A   |
| MCG -1-33-3  | SAB(s)m      | Spirale intermédiaire magellanique | 12h 45m 41.4s | -06° 04′ 08″ | 1476 ± 1               | 12,7134       | 26,8 ± 1,9     | 60             | 18,8 ± 4,7  |
| MCG -1-33-11 | IB(s)m       | Irrégulière magellanique           | 12h 48m 43.1s | -05° 15′ 14″ | 1341 ± 7               | 13,9399       | 24,8 ± 1,8     | 25             | 14,2 ± 9,0  |
| MCG -1-33-14 | IB(s)m       | Irrégulière magellanique           | 12h 49m 18.3s | -04° 00′ 59″ | 1506 ± 4               | 13,49 ± 0,031 | 27,2 ± 1,9     | 31             | 19,6 ± 2,5  |
| MCG -1-33-33 | IAB(s)m      | Irrégulière magellanique           | 12h 52m 36.3s | -06° 17′ 23″ | 1534 ± 5               | 14,36         | 27,6 ± 2,0     | 45             | 22,0 ± 6,2A |
| MCG -1-33-59 | SA(s)dm pec  | Spirale magellanique               | 12h 57m 15.8s | -05° 20′ 47″ | 1258 ± 3               | 13,311        | 23,5 ± 1,7     | 34             | 22,6 ± 1,1  |
| MCG -1-33-61 | Sdm?         | Spirale magellanique               | 12h 58m 48.9s | -06° 06′ 46″ | 1600 ± 3               | 14,2044       | 28,5 ± 2,0     | 37             | 23,2 ± 4,5A |
| MCG -1-33-82 | IB(s)m       | Irrégulière magellanique           | 13h 05m 14.3s | -07° 53′ 21″ | 1123 ± 11              | 16,62         | 21,4 ± 1,5     | 40             | 22,4 ± 1,9A |
| UGCA 305     | IB(s)m?      | Irrégulière magellanique           | 12h 53m 21.4s | -04° 58′ 41″ | 1411 ± 6               | 15,2133       | 25,8 ± 1,8     | 27             | 21,4 ± 5,5A |
| UGCA 310     | IB(s)m?      | Irrégulière magellanique           | 12h 57m 12.1s | -04° 09′ 32″ | 1529 ± 4               | 13,9          | 27,5 ± 2,0     | 41             | 28,6 ± 2,6A |

- A Moins de trois mesures.

Le site DeepskyLog permet de trouver aisément les constellations des galaxies mentionnées dans ce tableau ou si elles ne s'y trouvent pas, l'outil du site constellation permet de le faire à l'aide des coordonnées de la galaxie. Sauf indication contraire, les données proviennent du site NASA/IPAC.